# Nicolas Van den Eeden

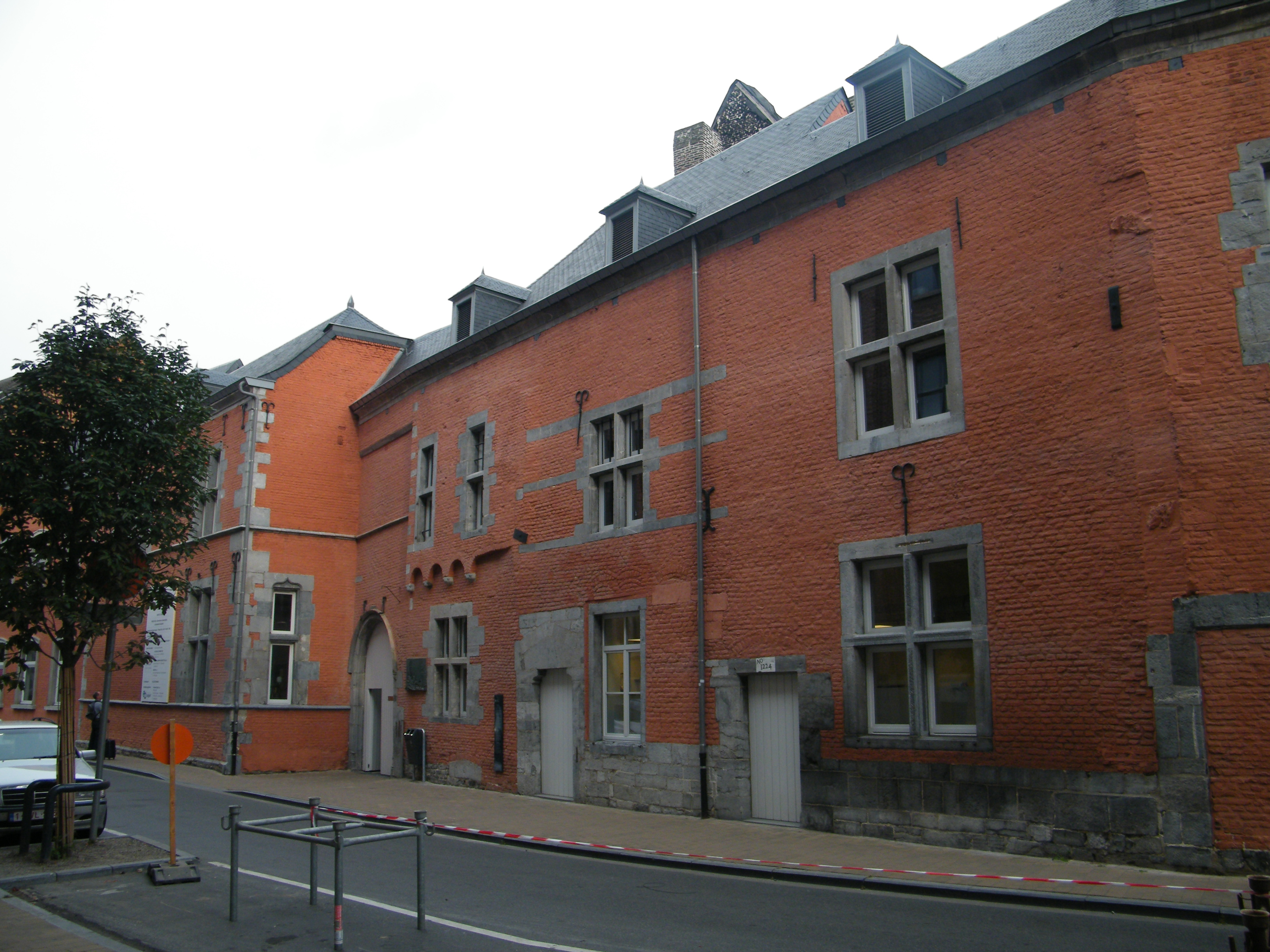
Académie des Beaux-Arts de Namur.

Nicolas Van den Eeden, né le 30 septembre 1856 à Gand et mort le 29 janvier 1918 à Boscombe, est un artiste peintre de scènes de genre et portraitiste belge. Il est également professeur et directeur à l'Académie des Beaux-Arts de Namur.

## Biographie
Nicolas Van den Eeden, né le 30 septembre 1856 à Gand, est le fils de Louis Van den Eeden, cordonnier, et de Virginie Vervalke. Il est le frère de Jan Van den Eeden, compositeur, pianiste, chef d'orchestre et pédagogue belge. 
Il a fait ses études à l'Académie royale des Beaux-Arts de Gand où il a été l'élève de Théodore Canneel. À 20 ans, il séjourne plusieurs mois à Paris pour y étudier l'art pictural dans les musées. Par la suite, il s'installe à Gand puis, en 1885, à Bruxelles.  
Il exécute alors une série de grands tableaux sur des sujets historiques ou religieux qui, à la suite d'expositions en Belgique et à Paris, trouvent leur place dans les collections de villes ou de bâtiments gouvernementaux,. 
Il est professeur de l'Académie des Beaux-Arts de Namur puis, de 1900 à 1914, en est le directeur. 
Pendant la Première Guerre mondiale, il s'exile en Angleterre après l'invasion de la Belgique par l'armée allemande en 1914. C'est à proximité de Bournemouth qu'il décède le 29 janvier 1918

## Style artistique
Les thèmes religieux, les portraits et les scènes de genre occupent une grande place dans les sujets qu'il a traité. Il a utilisé une palette de couleurs assez riche dans ses portraits. 

## Sélection d'œuvres
- La Dame aux Camélias, huile sur toile, (œuvre détruite dans l'incendie de l'hôtel de ville de Namur en 1914), 1876.
- Portrait de Georges Rodenbach, huile sur toile, Archives et musée de la littérature, Bruxelles, 1881.
- Les Halles de Bruxelles, huile sur toile, 1887
- Les Vèpres de Sainte-Gudule, huile sur toile, musée des Beaux-Arts de Gand.
- La Criée au Halles de Louvain, huile sur toile, Hôtel de ville de Louvain.
- Rogier sur son lit de mort, huile sur toile, Musées royaux des Beaux-Arts de Belgique.
- Le Sonneur de Sainte-Gudule, huile sur toile, Musées royaux des Beaux-Arts de Belgique.
- Les Communiantes de Sainte-Gudule, huile sur toile, Musées royaux des Beaux-Arts de Belgique, 1901.
- Intérieur de Sainte-Gudule, huile sur toile, Musées royaux des Beaux-Arts de Belgique.
- La Fillette en prière, huile sur toile.
- La vicomtesse de Landtsheere, huile sur toile.

## Distinction
La distinction belge suivante lui a été décernée :
- Chevalier de l'ordre de Léopold.